# احمد نظیف
احمد نظیف ((به عربی: أحمد نظیف)؛ زاده ۸ ژوئیهٔ ۱۹۵۲) یک سیاست‌مدار اهل مصر است. وی از ۱۴ ژوئیه ۲۰۰۴ تا ۲۹ ژانویه ۲۰۱۱ نخست‌وزیر مصر بود.